# Ruta de Illinois 60
La ruta de Illinois 60, y abreviada IL 60 (en inglés: Illinois Route 60) es una carretera estatal estadounidense ubicada en el estado de Illinois. La carretera inicia en el sur desde la IL 120     en Volo hacia el norte en la US 41     en Lake Forest. La carretera tiene una longitud de 27,7 km (17.22 mi).

## Mantenimiento
Al igual que las autopistas interestatales, y las rutas federales y el resto de carreteras estatales, la Ruta de Illinois 60 es administrada y mantenida por el Departamento de Transporte de Illinois por sus siglas en inglés IDOT.